# Katepu Sieni
Katepu Sieni (ur. 11 maja 1988 w Vaitupu) – tuwalski piłkarz, występujący na pozycji bramkarza w FC Tofaga.
Piłkarz rozpoczął karierę piłkarza w zespole rezerw FC Tofaga w 2008 roku. Rok później awansował do pierwszego składu i od tego czasu jest podstawowym bramkarzem drużyny z Funafuti.
Sieni zadebiutował w reprezentacji Tuvalu 1 września 2011 roku podczas meczu fazy grupowej Igrzysk Pacyfiku przeciwko Nowej Kaledonii. Mimo porażki 0:8, od tego momentu stał się kluczowym zawodnikiem drużyny narodowej. Katepu rozegrał 15 oficjalnych spotkań, co czyni go najbardziej doświadczonym reprezentantem w historii Tuvalu.